# Associazione Calcio Femminile Ambrosiana 1968
Questa voce raccoglie le informazioni riguardanti l'Associazione Calcio Femminile Ambrosiana nelle competizioni ufficiali della stagione 1968.

L'Ambrosiana al completo durante i tornei del 1967.

## Stagione
La società fu fondata a Segrate nel 1967 da un gruppo di ragazze appassionate del calcio nerazzurro capitanate dal presidente Giovanni Ciceri.

Il club scelse di disputare le gare interne a Segrate perché abbondavano sia le palestre che i campi sportivi. Quando all'atto dell'iscrizione verificarono le dimensioni del campo di Segrate, dovettero optare per il campo della Forza e Coraggio di via Gallura perché l'altro non aveva le misure regolamentari 90x50.
È un gruppo di ragazze affiatate (quasi tutte minorenni), ma il più entusiasta è soprattutto Ciceri che conosce bene le potenzialità della figlia Maurizia tanto da pensare subito alla creazione di un campionato visto che all'epoca erano in vita un numero di squadre sufficiente per farlo.

In sette partite partite, disputate dall'inizio attività al giugno 1967, l'Ambrosiana aveva acquisito la giusta mentalità vincente. Andava in campo sempre per vincere e aveva vinto tutte le 7 partite segnando 24 gol di cui 14 reti insaccate da Maurizia.

Da sinistra: Nicoletta Furino, Marilena Ceretti, Maurizia Ciceri, Anna Furino e Cecilia Cristei dell'Ambrosiana (1967).

Dopo vari tornei disputati nella provincia di Milano, il presidente Giovanni Ciceri iscrive la squadra al primo campionato femminile nella riunione che si tenne a Ostia Lido il 4 febbraio 1968 presso lo studio dell'avvocato Trabucco.

Non era questa l'unica squadra di calcio femminile milanese, essendo stata l'A.C.F. Milano di Valeria Rocchi la prima ad essere fondata nel 1965.
L'Inter dona alla squadra nerazzurra un set di maglie bianche con striscia diagonale azzurro-nera e simbolo del biscione in alto a sinistra, maglie che furono utilizzate durante tutta la stagione 1968.

## Divise
| 1ª divisa |

## Rosa
| N. |                   | Ruolo | Calciatore      |
| -- | ----------------- | ----- | --------------- |
| 2  | Italia (bandiera) | D     | Barosi          |
| 10 | Italia (bandiera) | A     | Beltrame        |
| 2  | Italia (bandiera) | D     | Bonacina        |
| 6  | Italia (bandiera) | C     | Anna Bonalumi   |
| 3  | Italia (bandiera) | D     | Magda Camatti   |
| 8  | Italia (bandiera) | A     | Maurizia Ciceri |
| 8  | Italia (bandiera) | C     | Silvana Colombo |
| 11 | Italia (bandiera) | A     | Cecilia Cristei |

| N. |                   | Ruolo | Calciatore       |
| -- | ----------------- | ----- | ---------------- |
| 5  | Italia (bandiera) | C     | Dondoni          |
| 7  | Italia (bandiera) | A     | Rosanna Feroldi  |
| 2  | Italia (bandiera) | C     | Anna Furino      |
| 5  | Italia (bandiera) | C     | Nicoletta Furino |
| 1  | Italia (bandiera) | P     | Flavia Ghiotto   |
| 4  | Italia (bandiera) | C     | Rosanna Peirano  |
| 11 | Italia (bandiera) | A     | Marisa Pozzi     |
| 9  | Italia (bandiera) | A     | Alida Seghezzi   |

## Risultati

### Serie A

#### Girone di andata
| Arbitro: | Fassone (Genova) |

|             |           |            |
| Bertolo 56’ | Marcatori | 60’ Ciceri |

| Arbitro: | Groden (Firenze) |

|                                                      |           |  |
| Feroldi 3’ Seghezzi 19’ Bonalumi 26’ Ciceri 38’, 53’ | Marcatori |  |

| Arbitro: | Basiliani (Firenze) |

|            |           |                  |
| Ciceri 42’ | Marcatori | 50’ Gerwien M.G. |

| Arbitro: | Zadra (Firenze) |

|             |           |  |
| Ferrara 24’ | Marcatori |  |

| 21 agosto 1968 5ª giornata |  | – Riposo |  |  |

#### Girone di ritorno
| Arbitro: | Uricutti (Firenze) |

|  |           |                      |
|  | Marcatori | 4’ Abate 68’ Rossero |

| Arbitro: | Sardelli (Firenze) |

|              |           |                                            |
| Lombardi 38’ | Marcatori | 18’ Ciceri 28’ Beltrame 31’ (aut.) Maiello |

| Arbitro: | Renai (Firenze) |

|              |           |                                                  |
| Gallione 42’ | Marcatori | 10’, 38’ Beltrame 30’ Feroldi 51’ (aut.) Gaggero |

| Arbitro: | Pedrini (Bologna) |

|                      |           |  |
| Ciceri 22’ Pozzi 46’ | Marcatori |  |

| 29 settembre 1968 10ª giornata |  | – Riposo |  |  |

### Spareggio
| Arbitro: | Bergoglio (Bologna) |

|                                                 |           |            |
| Furino 35’ (aut.) Gerwien M.G. s.t. ?’ Coli 60’ | Marcatori | 63’ Ciceri |

### Statistiche di squadra
| Competizione      | Punti | In casa | In casa | In casa | In casa | In casa | In casa | In trasferta | In trasferta | In trasferta | In trasferta | In trasferta | In trasferta | Totale | Totale | Totale | Totale | Totale | Totale | DR |
| Competizione      | Punti | G       | V       | N       | P       | Gf      | Gs      | G            | V            | N            | P            | Gf           | Gs           | G      | V      | N      | P      | Gf     | Gs     | DR |
| ----------------- | ----- | ------- | ------- | ------- | ------- | ------- | ------- | ------------ | ------------ | ------------ | ------------ | ------------ | ------------ | ------ | ------ | ------ | ------ | ------ | ------ | -- |
| Serie A, girone A | 10    | 4       | 2       | 1       | 1       | 8       | 3       | 4            | 2            | 1            | 1            | 7            | 4            | 8      | 4      | 2      | 2      | 15     | 7      | +8 |
| Spareggio         |       |         |         |         |         |         |         |              |              |              |              |              |              | 1      | 0      | 0      | 1      | 1      | 3      | -2 |
| Totale            | 10    | 4       | 2       | 1       | 1       | 8       | 3       | 4            | 2            | 1            | 1            | 7            | 4            | 9      | 4      | 2      | 3      | 16     | 10     | +6 |

### Statistiche dei giocatori
| Giocatore   | Serie A  | Serie A | Serie A     | Serie A    | Spareggio | Spareggio | Spareggio   | Spareggio  | Totale   | Totale | Totale      | Totale     |
| Giocatore   | Presenze | Reti    | Ammonizioni | Espulsioni | Presenze  | Reti      | Ammonizioni | Espulsioni | Presenze | Reti   | Ammonizioni | Espulsioni |
| ----------- | -------- | ------- | ----------- | ---------- | --------- | --------- | ----------- | ---------- | -------- | ------ | ----------- | ---------- |
| . Barosi    | 6        | 0       | ?           | ?          | ?         | ?         | ?           | ?          | 6+       | 0+     | ?           | ?          |
| . Beltrame  | 6        | 3       | ?           | ?          | ?         | ?         | ?           | ?          | 6+       | 3+     | ?           | ?          |
| . Bonacina  | 3        | 0       | ?           | ?          | ?         | ?         | ?           | ?          | 3+       | 0+     | ?           | ?          |
| A. Bonalumi | 8        | 1       | ?           | ?          | ?         | ?         | ?           | ?          | 8+       | 1+     | ?           | ?          |
| M. Camatti  | 7        | 0       | ?           | ?          | ?         | ?         | ?           | ?          | 7+       | 0+     | ?           | ?          |
| M. Ciceri   | 8        | 5       | ?           | ?          | 1         | 1         | ?           | ?          | 9        | 6      | ?           | ?          |
| S. Colombo  | 8        | 0       | ?           | ?          | ?         | ?         | ?           | ?          | 8+       | 0+     | ?           | ?          |
| C. Cristei  | 4        | 0       | ?           | ?          | ?         | ?         | ?           | ?          | 4+       | 0+     | ?           | ?          |
| . Dondoni   | 6        | 0       | ?           | ?          | ?         | ?         | ?           | ?          | 6+       | 0+     | ?           | ?          |
| R. Feroldi  | 8        | 2       | ?           | ?          | ?         | ?         | ?           | ?          | 8+       | 2+     | ?           | ?          |
| A. Furino   | 0        | 0       | ?           | ?          | ?         | ?         | ?           | ?          | 0+       | 0+     | ?           | ?          |
| N. Furino   | 4        | 0       | ?           | ?          | 1         | ?         | ?           | ?          | 5        | 0+     | ?           | ?          |
| F. Ghiotto  | 8        | -7      | ?           | ?          | ?         | ?         | ?           | ?          | 8+       | -7+    | ?           | ?          |
| R. Peirano  | 8        | 0       | ?           | ?          | ?         | ?         | ?           | ?          | 8+       | 0+     | ?           | ?          |
| M. Pozzi    | 6        | 1       | ?           | ?          | ?         | ?         | ?           | ?          | 6+       | 1+     | ?           | ?          |
| A. Seghezzi | 5        | 1       | ?           | ?          | ?         | ?         | ?           | ?          | 5+       | 1+     | ?           | ?          |

### Maglie e presenze in campionato
| Serie A   | 1ª  | 2ª  | 3ª  | 4ª  | 6ª  | 7ª  | 8ª  | 9ª  | Sp. |
| Risultati | 1-1 | 5-0 | 1-1 | 0-1 | 0-2 | 3-1 | 4-1 | 2-0 | 1-3 |
| --------- | --- | --- | --- | --- | --- | --- | --- | --- | --- |
| Ghiotto   | 1   | 1   | 1   | 1   | 1   | 1   | 1   | 1   |     |
| Furino N. | 2   |     |     |     | 2   |     | 5   | 5   |     |
| Camatti   | 3   | 3   | 3   | 3   | 3   |     | 3   | 3   |     |
| Peirano   | 4   | 4   | 4   | 4   | 4   | 4   | 4   | 4-  |     |
| Dondoni   | 5-  | 5   | 2   | 5   | 9-  | 3   |     |     |     |
| Bonalumi  | 6   | 6   | 6   | 6   | 6   | 6   | 6   | 6   |     |
| Pozzi     | 7   | 11- |     |     | 10  | 8   | 8   | 8   |     |
| Colombo   | 8   | 10  | 5   | 10  | 5   | 5   | 10  | 10  |     |
| Seghezzi  | 9   | 9-  | 11  | 11- |     |     |     | 13  |     |
| Ciceri    | 10  | 8   | 8   | 8   | 8   | 11  | 11  | 11  |     |
| Feroldi   | 11  | 7   | 7   | 7   | 7   | 7   | 7   | 7   |     |
| Bonacina  | 13  | 2   | 13  |     |     |     |     |     |     |
| Beltrame  |     | 13  | 9-  | 9   |     | 9   | 9   | 9   |     |
| Cristei   |     | 14  | 13  |     | 11  | 10  |     |     |     |
| Barosi    |     |     | 10  | 2   | 13  | 2   | 2   | 2   |     |

Nota bene:
- Il meno dopo il numero di maglia significa uscito.
- Si potevano fare solo 2 sostituzioni.
- 12 = ingresso del portiere.
- 13 = primo calciatore di riserva entrato.
- 14 = secondo calciatore di riserva entrato.

### Libri
- Riccardo Verona (autore dell'articolo), MilanInter - settimanale del lunedì, anno XXIV, Milano, MilanInter, Piazza Cavour 2, 1967.
- Lino Coppola, Rassegna del calcio femminile, Salerno, Arti Grafiche Boccia S.r.l., aprile 1973.
- Bruno Migliardi, Storia del calcio femminile (1968-1973), Roma, Stab. Tipolitografico Edigraf, 1974.

### Giornali
- La Gazzetta dello Sport, 1968, consultabile presso le Biblioteche:.
  - Biblioteca Civica di Torino;
  - Biblioteca Nazionale Braidense di Milano,
  - Biblioteca comunale centrale di Milano,
  - Biblioteca Civica Berio di Genova,
  - Biblioteca Nazionale Centrale di Firenze,
  - Biblioteca Nazionale Centrale di Roma.